# Фата-моргана
Фа́та-морга́на (итал. Fata Morgana [ˈfaːta morˈɡaːna]) — редко встречающееся сложное оптическое явление в атмосфере, состоящее из нескольких форм миражей, при котором отдалённые объекты видны многократно и с разнообразными искажениями. Своё название получило в честь волшебницы — персонажа артуровских легенд Феи Морганы.
Фата-моргана возникает в тех случаях, когда в нижних слоях атмосферы образуется (обычно вследствие разницы температур) несколько чередующихся слоёв воздуха различной плотности, способных давать зеркальные отражения. В результате отражения, а также и преломления лучей, реально существующие (в том числе находящиеся далеко за горизонтом) объекты дают на горизонте или над ним по нескольку искажённых изображений, частично накладывающихся друг на друга и быстро меняющихся во времени, что и создаёт причудливую картину фата-морганы.

## В культуре
Вечно изменяющиеся воздушные образы и картины фата-морганы подробно и красочно описал датский писатель Ханс Кристиан Андерсен в сказке «Дикие лебеди» (1838):

Элиза увидала перед собой как бы плавающую в воздухе гористую страну с массами блестящего льда на скалах; между скалами возвышался огромный замок, обвитый какими-то смелыми воздушными галереями из колонн; внизу под ним качались пальмовые леса и роскошные цветы, величиною с мельничные колёса. Элиза спросила, не это ли та страна, куда они летят, но лебеди покачали головами: она видела перед собой чудный, вечно изменяющийся облачный замок Фата-Морганы; туда они не смели принести ни единой человеческой души. Элиза опять устремила свой взор на замок, и вот горы, леса и замок сдвинулись вместе, и из них образовались двадцать одинаковых величественных церквей с колокольнями и стрельчатыми окнами. Ей показалось даже, что она слышит звуки органа, но это шумело море. Теперь церкви были совсем близко, но вдруг превратились в целую флотилию кораблей; Элиза вгляделась пристальнее и увидела, что это просто морской туман, подымавшийся над водой. Да, перед глазами у неё были вечно сменяющиеся воздушные образы и картины!

Антон Павлович Чехов описывает подобную оптическую иллюзию в своей повести «Чёрный монах» (1894):

Тысячу лет тому назад какой-то монах, одетый в чёрное, шёл по пустыне, где-то в Сирии или Аравии… За несколько миль от того места, где он шёл, рыбаки видели другого чёрного монаха, который медленно двигался по поверхности озера. Этот второй монах был мираж. Теперь забудьте все законы оптики, которых легенда, кажется, не признаёт, и слушайте дальше. От миража получился другой мираж, потом от другого третий, так что образ чёрного монаха стал без конца передаваться из одного слоя атмосферы в другой. Его видели то в Африке, то в Испании, то в Индии, то на Дальнем Севере…

Из книги Эрнеста Шеклтона «Юг»:

20-го же августа наблюдался замечательный мираж типа Фата Моргана. День был ясным и светлым, с голубым небом в небольшой морозной дымке. «Далёкие льды порождают в небесах отвесные утёсы шельфовых ледников, которые отражаются в голубых озёрах и протоках воды у их основания. Огромные белые и золотистые города Востока появляются очертаниями близрасположенных шпилей, образованными далёкими, ранее невиданными айсбергами. Над ними парят колышущиеся фиолетовые и кремовые слои отражения ещё более далёких айсбергов и льдов. Они то поднимаются, то опускаются, дрожат, рассеиваются и появляются вновь, превращаясь в бесконечно меняющееся действо. К югу льды и айсберги, урвавшие лучи солнца, окрашены золотом, к северу — пурпуром. Последние принимают самые причудливые формы: сначала замка, затем воздушного шара, только что воспарившего над горизонтом, который быстро превращается в огромный гриб, мечеть или собор. Характерной особенностью является вертикальное удлинение объекта, небольшая ледовая гряда выглядит как часть окружающей замок стены или вертикальная скала. Мираж вызван преломлением света и усиливается потоками сравнительно тёплого воздуха, поднимающегося из трещин и каналов, которые вскрылись в восьми — двадцати милях к северу и югу.»